# Jørn Jørgensen
Jørn Jørgensen es un deportista danés que compitió en remo. Ganó dos medallas en el Campeonato Mundial de Remo, plata en 1982 y bronce en 1986.

## Palmarés internacional
| Campeonato Mundial | Campeonato Mundial       | Campeonato Mundial | Campeonato Mundial      |
| Año                | Lugar                    | Medalla            | Prueba                  |
| ------------------ | ------------------------ | ------------------ | ----------------------- |
| 1982               | Lucerna (Suiza)          | Medalla de plata   | Ocho con timonel ligero |
| 1986               | Nottingham (Reino Unido) | Medalla de bronce  | Ocho con timonel ligero |